# Luke Donald
Luke Donald, né le 7 décembre 1977 à Hemel Hempstead, est un joueur de golf anglais. En 2011, il devient le quinzième no 1 mondial. Il est également le second, après son compatriote Lee Westwood, à parvenir à ce rang sans avoir de titre du grand chelem à son palmarès.
Il est fait membre de l'ordre de l'Empire britannique (MBE) le 16 juin 2012, pour services rendus au golf.

## Biographie
Luke Donald, bien qu'ayant des origines écossaises - son père vient de Stranraer dans le sud-Ouest de l'Écosse - naît dans le Hertfordshire en Angleterre. Il fait ses débuts dans le golf puis rejoint les États-Unis pour travailler au College Prospects of America dans le département du golf. Il fait ses études à l'Université Northwestern. Il obtient de nombreuses récompenses universitaires, avec quatre nominations All-American, trois titres de joueurs de l'année de la Big Ten Conference et deux titres de champion de cette conférence. Il remporte deux Walker Cup, compétition amateure opposant les États-Unis à une sélection de Grande-Bretagne et d'Irlande. Lors de l'édition de 2001, le nord-irlandais  Graeme McDowell fait également partie de son équipe. Il remporte le championnat de la NCAA (National Collegiate Athletic Association) 1999, établissant par la même occasion le record de la compétition, record détenu auparavant par Tiger Woods.
En 2001, il passe professionnel et fait ses premiers pas sur le circuit américain du PGA Tour. Il obtient sa carte pour la saison suivante, saison où il devient le onzième débutant dans le circuit à atteindre le million de dollars de gains lors de sa première saison. Ces gains sont principalement dus à sa première victoire sur le circuit américain, victoire obtenue au Southern Farm Bureau Classic. La saison suivante, il obtient son meilleur résultat lors du Buick Invitational avec une septième place.
Avec ses premières victoires sur le circuit européen en 2004, l'Omega European Masters et le Scandinavian Masters, il obtient sa première participation pour la Ryder Cup en faisant partie des deux choix du capitaine Bernhard Langer. Lors de cette édition, remportée finalement par l'équipe européenne sur le score de 18 ½ à 9 ½, pour sa première rencontre il fait match nul avec Paul McGinley face à la paire américaine Chris Riley-Stewart Cink. Il fait ensuite équipe avec Sergio García lors des deux sessions de foursomes, remportant ces deux matchs, face à Chris Perry-Stewart Cink sur le score de deux et un et Jim Furyk-Fred Funk par 1 up (1 coup d'avance). En simple, il s'incline face à Chad Campbell sur le score de 5 à 3. En fin d'année, il remporte une autre compétition par équipe, la Coupe du monde de golf : faisant équipe avec Paul Casey, il permet à l'Angleterre de s'imposer de un point devant l'Espagne (WGC-World Cup).
Lors du début de la saison suivante, il termine second du Buick Invitational et du The Players Championship. Il partage ensuite la troisième place au Masters avec Retief Goosen à sept coups de Tiger Woods et Chris DiMarco, le tournoi étant finalement remporté en playoffs par Woods. Lors de la coupe du monde, il termine à la seconde place derrière le Pays de Galles. Le mois suivant, il remporte le Target World Challenge, compétition non officielle.
En 2006, il remporte enfin son second trophée sur le circuit américain. Il remporte le The Honda Classic en devançant de deux coups. Avec dix Top 10 sur le circuit américain, quatre cut passés lors des tournois majeurs, dont une troisième place au championnat de la PGA, tournoi dont il partage la tête au soir du troisième tour avec le futur vainqueur Tiger Woods. Il termine également dans le Top 10 lors des trois tournois du World Golf Championships : neuvième du WGC-Accenture Match Play, huitième du WGC-Bridgestone Invitational et sixième du WGC-American Express. au deuxième rang sur le circuit européen, au Volvo Masters et à l'Open d'Écosse. Il termine à deux reprises Ces résultats lui valent d'atteindre pour la première fois du Official World Golf Ranking. Il termine la saison au neuvième rang de ce classement. Lors de cette saison il participe à sa deuxième Ryder Cup. Lors de celle-ci, il fait de nouveau équipe avec Sergio García lors des deux séries de Foursomes, remportés respectivement 2 up face à Tiger Woods-Jim Furyk et deux et un face à Phil Mickelson-David Toms. Il remporte son troisième point, sur trois possibles, en remportant son simple face à Chad Campbell.
Lors de la saison suivante, ses meilleurs résultats sont deux deuxième place, au Sony Open d'Hawaï et EDS Byron Nelson Championship. Il termine également dixième au Masters, son meilleur résultat sur un tournoi du grand chelem. En Europe, il obtient son meilleur résultat en Écosse avec une quatrième place. En 2008, il obtient une deuxième place au The Honda Classic sur le circuit américain et une troisième, au BMW PGA Championship en Europe, mais il doit ensuite se tenir éloigné des parcours en raison d'une opération au poignet gauche. En 2009, il franchit le cut lors de trois tournois du grand chelem, obtenant une 38e place au Masters, une cinquième place à l'open britannique - ce qui constitue également son meilleur résultat sur le circuit européen - et une 43e au championnat de la PGA. Son meilleur résultat est une seconde place au Verizon Heritage.
Colin Montgomerie le sélectionne parmi les trois choix à sa disposition pour l'édition de la Ryder Cup 2010. Lors de la première journée, il fait équipe avec Pádraig Harrington pour la première session de quatre balles meilleure balle (Fourballs). Cette paire s'incline trois et deux face à une paire de débutants américains, Bubba Watson et Jeff Overton. C'est la première défaite de Donald dans une rencontre de double en Ryder Cup. Lors de la deuxième session - en raison des intempéries le programme de la Ryder Cup est totalement chamboulé - Donald fait équipe avec son compatriote Ian Poulter. Il est de nouveau opposé à la paire Watson-Overton. La paire anglaise remporte la victoire sur le score de deux et un. Avec deux points de retard au départ de la troisième session, Montgomerie, qui ambitionne un résultat minimum de quatre à deux pour commencer la session des simples au moins à égalité - construit une paire forte pour jouer la première partie. La paire anglaise Lee Westwood-Luke Donald répond à l'attente de son capitaine en triomphant de la paire américaine Tiger Woods-Steve Stricker sur le score de six et cinq. Lors des simples, il apporte le douzième point des Européens qui remporte finalement cette édition sur le score de 14 ½ à 13 ½. Après cette compétition, il termine deux fois dans le Top 3 d'un tournoi dont une troisième place au WGC-HSBC Champions, tournoi qui, même s'il n'est pas un tournoi majeur, réunit la plupart des meilleurs joueurs au monde.
Classé no 9 mondial à l'issue de l'année 2010, il ne parvient pas à franchir le cut lors du Northern Trust Open. Depuis, il enchaîne les Top 10, remportant également le WGC-Accenture Match Play, championnat du monde de match-play, aux dépens de Martin Kaymer, alors tout nouveau no  1 mondial, sur le score de trois et deux. Il partage également la quatrième place du Masters où il termine à quatre coups du vainqueur. En mai, il termine second du Volvo World Match Play Championship, battu par son compatriote Ian Poulter sur le score de deux et un. Le week-end suivant, il devient le nouveau no 1 mondial, le quinzième de l'histoire et le troisième anglais après Nick Faldo et Lee Westwood, en remportant le  BMW PGA Championship. Il bat en playoff Westwood, privant ainsi celui-ci de son titre de meilleur joueur mondial - titre qu'il avait repris depuis peu à l'Allemand Martin Kaymer. Une semaine après avoir remporté l'Open d'Écosse, il dispute l'Open britannique mais il ne parvient pas à franchir le cut, tout comme son principal rival pour la première place mondiale, Lee Westwood. Il termine ensuite à la deuxième place du WGC-Bridgestone Invitational derrière l'Australien Adam Scott. Lors du dernier tournoi du grand chelem de la saison, le championnat de la PGA, il termine une nouvelle fois dans le Top 10 en partageant la huitième place avec Westwood. En octobre, il remporte son quatrième titre sur le circuit de la PGA en remportant le Children's Miracle Network Classic, ce qui lui permet de s'assurer de la première place finale au classement des gains du circuit américain. Il est par ailleurs désigné 2011 PGA Tour Player of the Year, aussi nommé Jack Nicklaus Trophy, lors du vote par les joueurs de ce circuit, devenant ainsi le premier britannique à remporter ce trophée depuis la création de celui-ci en 1990. En terminant troisième du Dubai World Championship, il remporte la Race to Dubai, nom du classement des gains du circuit européen.
La victoire de Rory McIlroy au The Honda Classic permet à ce dernier de déposséder Luke Donald de son rang de numéro un mondial. Celui-ci retrouve la première place deux semaines plus tard grâce à une victoire lors du Transitions Championship. Donald s'avère déçu de sa performance au Masters, trois coups au-dessus du par sur le tournoi. Après avoir une nouvelle cédé le premier rang mondial à Rory McIlroy, il retrouve cette place après une troisième place lors du Zurich Classic of New Orleans. En mai, il conserve son titre lors du BMW PGA Championship, devenant le troisième golfeur après Nick Faldo et Colin Montgomerie à remporter deux titres consécutifs lors de ce tournoi. Il retrouve par la même occasion la première place mondiale. Lors de l'US Open 2011, deuxième épreuve du Grand Chelem, Rory McIlroy ne parviennent pas à franchir le cut. Lors de l'Open britannique, il réussit un 69 sur le dernier tour ce qui permet de partager la cinquième place du tournoi avec Graeme McDowell. Lors du championnat de la PGA, son score de plus huit au-dessus du par lui interdit définitivement toute victoire dans cette édition. Il partage finalement la trente-deuxième place du tournoi après un score de 66 sur le dernier tour. Pour l’édition 2012 de la Ryder Cup disputée sur le parcours du Medinah Country Club de Chicago, Luke Donald fait tout d'abord équipe avec Sergio García lors des Foursomes du vendredi matin, partie perdue sur le score de 4 et 3 contre la paire américaine formée de Phil Mickelson et Keegan Bradley. Le lendemain, il s'incline sur le score de 7 et 6 face à cette même paire dans une partie de Foursomes où il est associé à son compatriote Lee Westwood. Dans le Fourball de l'après-midi, sil s'impose avec son partenaire Sergio García face à la paire Tiger Woods, Steve Stricker sur le score de 1 up. Dans les simples du dimanche, le capitaine José Maria Olazábal programme Luke Donald dans la première rencontre face à Bubba Watson. L'Anglais s'impose sur le score de 2 et 1, apportant le premier point de la journée à son équipe, celle-ci conservant finalement son trophée.